# バズトーク!
バズトーク!（ばずとーく）は、テレビ神奈川（tvk）で放送されていたテレビ番組である。
放送日時は毎週金曜日の24:00 - 24:10（JST）。放送期間は2007年10月5日 - 2008年3月28日。スポンサーは「PR TIME」。

## 概要
クラブ「Bay-b」を舞台にした商品紹介番組。商品を紹介するのはその会社の社員である（稀にアルバイトが出演。） 。

## 出演者
- 木下隆行（TKO） - クラブ「Bay-b」のマスター
- 木本武宏（TKO） - PR会社の係長
- 夏目理緒 - クラブ「Bay-b」の店員
- 西田美歩 - 木本の部下

| テレビ神奈川（tvk） 金曜日 24:00 - 24:10枠 | テレビ神奈川（tvk） 金曜日 24:00 - 24:10枠 | テレビ神奈川（tvk） 金曜日 24:00 - 24:10枠 |
| 前番組                                     | 番組名                                     | 次番組                                     |
| ------------------------------------------ | ------------------------------------------ | ------------------------------------------ |
| パブやっちゃいなよ!                        | バズトーク！                               | 学ドリ〜ガクエン・オブ・ドリームス〜       |

| スタブアイコン | サブスタブ | この項目は、まだ閲覧者の調べものの参照としては役立たない、テレビ番組に関連した書きかけの項目です。この項目を加筆・訂正などしてくださる協力者を求めています（P:テレビ/PJ:放送または配信の番組）。 |